# ルカ・デッラ・ロッビア

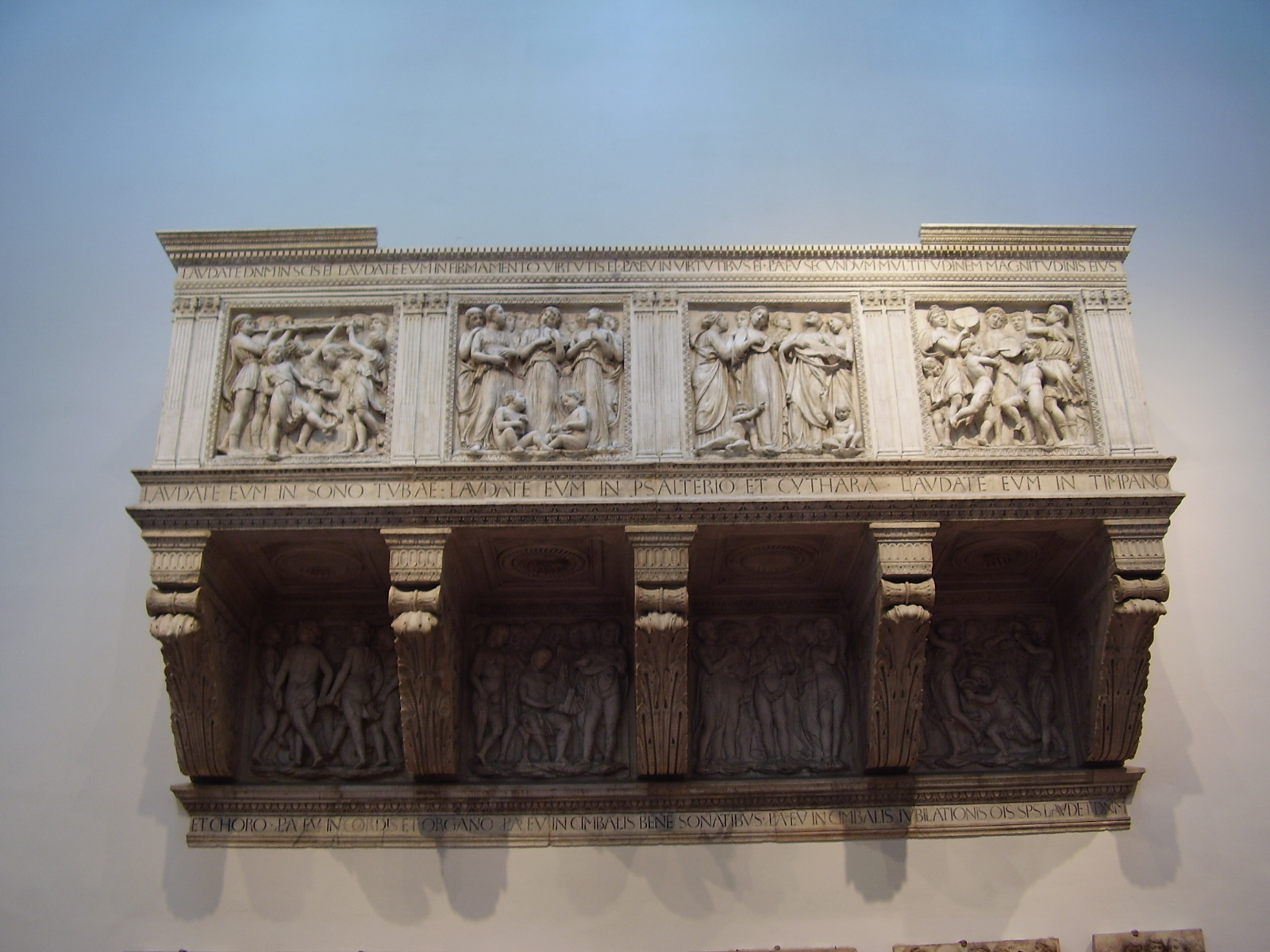
ルカ・デッラ・ロッビア『カントリア』（1431年 - 1438年）フィレンツェ、サンタ・マリア・デル・フィオーレ大聖堂

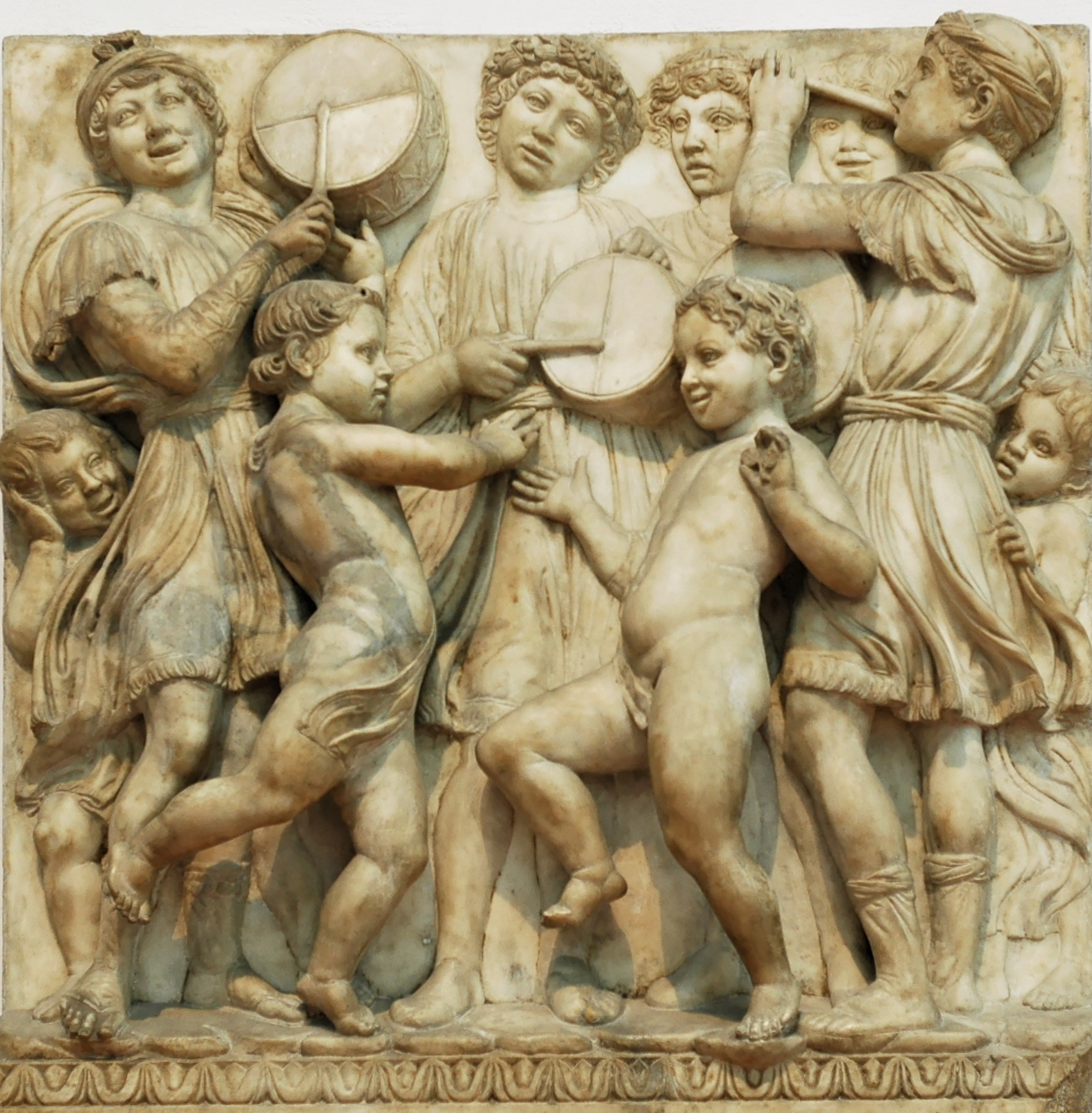
『カントリア』のディテール

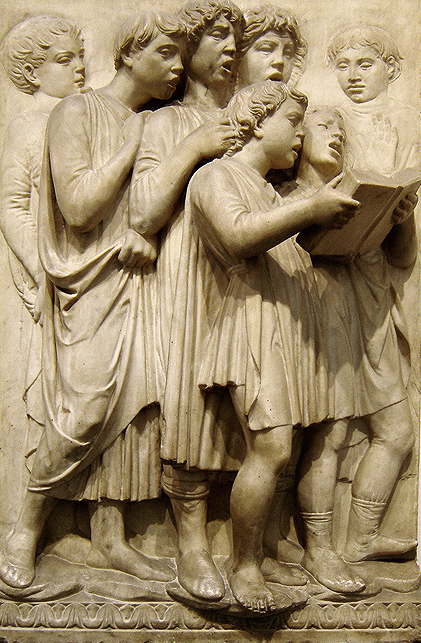
『カントリア』のディテール

ルカ・デッラ・ロッビア（Luca della Robbia, 1400年頃 - 1482年2月10日）は、フィレンツェ出身のイタリアの彫刻家。テラコッタの丸皿で知られる。ルカ以降、デッラ・ロビア家は土器芸術家の名門となり、甥のアンドレア・デッラ・ロッビア、その子ジョヴァンニ・デッラ・ロッビアを輩出した。ルーカ・デラ・ロッビアとも表記される。

## 生涯
ルカが若い頃どこで修行したのか、また、初期の作品はもとより、後年のほとんどの作品もいつ作られたのか、その正確な日付はわかっていない。確かなのは、フィレンツェで生まれたということくらいである。
ルカのことが最初に記録に現れるのは、サンタ・マリア・デル・フィオーレ大聖堂のために作った『カントリア』（別名『歌う見物人』『聖歌隊席』。1431年 - 1438年）を作ったことで、1432年の時点で、彫刻家のギルドに参加して長かったということだ。『カントリア』は、詩篇第150番の「神を讃えよ」に節を付けて、歌い・踊る子供たちを生き生きと、10枚の板（正面から見える8枚と、上の段の両横に2枚）に分けて描いたものである。
続く20年、ルカは大理石像およびブロンズ像の仕事をこなした。サンタ・マリア・デル・フィオーレ大聖堂鐘楼の大理石の連作レリーフ（1437年）、現在のサンタ・マリア・イン・ペレトラ教会にある大理石と琺瑯細工されたテラコッタのタベルナクル（1443年）、『カントリア』に付属するブロンズの天使像などである。ミケロッツォ・ディ・バルトロメオと共に制作したサンタ・マリア・デル・フィオーレ大聖堂聖具室の巨大な扉（完成は1469年）は、描かれている人物も少なければ、構図もシンプルで、ロレンツォ・ギベルティの作った、フィレンツのサン・ジョヴァンニ洗礼堂の扉の、複雑な絵画的効果および秩序だった構成と、まったく対照的である。
ルカの最初の彩色され・釉薬（うわぐすり）を塗られたテラコッタがいつ作られたかは不明だが、ルカがその材料をうまく使いこなせたことは、サンタ・マリア・デル・フィオーレ大聖堂の巨大なレリーフ『キリストの復活』（1445年）、『キリストの昇天』（1446年）を見れば明らかである。鉛ガラスのスリップ（泥漿）をかけて焼いた粘土の、光沢のある表面に、建築学的な彫刻にふさわしい美しい色を絵付けした。大聖堂の広く薄暗い空間に活気を与えるこの作品にしろ、あるいは、フィレンツェのパッツィ家礼拝堂の荒削りな表面を輝かす『十二使徒』の連作にしろ、この材料を使ったルカのレリーフはそれ以前にもそれ以後にも決して為し得なかった完全な出来である。
ルカは死ぬまでに数多くの装飾レリーフおよびアルターピースを作ったが、彼の一族を含む助手たちと一緒に仕事をした。1482年2月、ルカはフィレンツェで亡くなった。

## 作品と評価
ルカは、より戸外での耐久性があり、建物の外装に使うのに適したものを作るための、土器の釉薬を開発した。ルカの作品で、とくに有名なのに、『キリスト誕生』（1460年頃）と『聖母子』（1475年頃）、フィレンツェのサン・ミニアート教会ポルトガル枢機卿礼拝堂の、琺瑯細工したテラコッタの天井（1466年）などがある。
同僚であったレオン・バッティスタ・アルベルティは、ルカの才能は彫刻家のドナテッロ、ロレンツォ・ギベルティ、建築家のフィリッポ・ブルネレスキ、画家のマサッチオに匹敵すると賞賛した。

## 日本語文献
- 『ルカ・デッラ・ロッビアとその一族　新しい空間の創造者　イタリア・ルネサンスの巨匠たち9』
フィアンマ・ドメスティチ、遠山公一訳　（東京書籍、1994年）